# 东城镇 (阳原县)
东城镇，是中华人民共和国河北省张家口阳原县下辖的一个乡镇级行政单位。

## 行政区划
东城镇下辖以下地区：
东城村、卡夭村、果园村、水峪口村、五马坊村、舍人庄村、鱼湾村、东水地村、东六马坊村、西水地村、七马坊村、五里沟村、鳌鱼口村、辛旺庄村、千家营村和石板梁村。